# Пуговка
Пуговка — река в России, протекает по Афанасьевскому району Кировской области. Устье реки находится в 1551 км по левому берегу реки Камы. Длина реки составляет 11 км.
Исток реки на Верхнекамской возвышенности в 13 км к западу от села Бисерово. Река течёт на северо-восток по ненаселённому лесу, впадает в Каму у нежилой деревни Елушата ниже села Георгиево (Бисеровское сельское поселение).

## Данные водного реестра
По данным государственного водного реестра России относится к Камскому бассейновому округу, водохозяйственный участок реки — Кама от истока до водомерного поста у села Бондюг, речной подбассейн реки — бассейны притоков Камы до впадения Белой. Речной бассейн реки — Кама.
Код объекта в государственном водном реестре — 10010100112111100000542.